# Лясково (Добричская область)
Лясково (болг. Лясково) — село в Болгарии. Находится в Добричской области, входит в общину Добричка. Население составляет 374 человека.

## Политическая ситуация
В местном кметстве Лясково, в состав которого входит Лясково, должность кмета (старосты) исполняет Ивелин Енчев Ковачев (независимый) по результатам выборов правления кметства.
Кмет (мэр) общины Добричка — Петко Йорданов Петков (Болгарская социалистическая партия (БСП)) по результатам выборов в правление общины.